# Abelmoschus angulosus
Abelmoschus angulosus är en malvaväxtart som först beskrevs av Carl von Linné, och fick sitt nu gällande namn av Robert Wight och Arn.. Abelmoschus angulosus ingår i släktet Abelmoschus och familjen malvaväxter. Inga underarter finns listade i Catalogue of Life.